# Brexiella
Brexiella é um género botânico pertencente à família Celastraceae.